# Black and White (албум)
Black and White је трећи албум британског састава Стренглерс објављен маја 1978. године. 
Уз првих 75.000 плоча ишао је и додатни сингл са три ствари.